# Hamish Carter
Hamish Carter, ONZM (* 28. April 1971 in Auckland) ist ein ehemaliger neuseeländischer Triathlet und Olympiasieger Triathlon (2004).

## Werdegang
Seinen ersten Triathlon beendete Hamish Carter 1991 in Whangamata unter den ersten zehn und er startete seit 1993 als Triathlon-Profi. Bei den Olympischen Sommerspielen 2000 belegte er den 26. Rang. Bei den Commonwealth Games 2002 gewann er die Bronzemedaille. 

### Olympiasieger Triathlon 2004
Bei den Olympischen Sommerspielen 2004 in Athen gewann er die Goldmedaille in einer Zeit von 1:51:07,73 h für die olympische Distanz (1,5 km Schwimmen, 40 km Radfahren und 10 km Laufen). Hamish Carter wurde trainiert von Brett Sutton.
Im September 2006 wurde er nach 1997 zum zweiten Mal Vizeweltmeister auf der Triathlon-Kurzdistanz. Im Oktober wurde er auf Hawaii im Rahmen der Xterra-Weltserie auch Cross-Triathlon-Weltmeister (1,5 km Schwimmen, 32 km Mountainbike und 12 km Crosslauf). Außerdem konnte er insgesamt zwölf Weltcup-Siege für sich verbuchen.
Am 6. März 2007 gab er nach 14 Jahren das Ende seiner aktiven Karriere bekannt. Als Grund nannte er Motivationsprobleme. Er lebt zusammen mit seiner Frau Marisa, auch einer früheren Triathletin (als Marisa Pentecost) und ihren beiden Kindern in Mt. Eden, in Auckland.

## Auszeichnungen
- 2005 wurde er für seine sportlichen Erfolge mit dem New Zealand Order of Merit ausgezeichnet.[5]
- Er wurde von der International Triathlon Union (ITU) im Jahr 2014 für die Aufnahme in die Hall of Fame nominiert.[6]

## Sportliche Erfolge
| Datum/Jahr    | Rang | Wettbewerb                          | Austragungsort | Zeit        | Bemerkung                                           |
| ------------- | ---- | ----------------------------------- | -------------- | ----------- | --------------------------------------------------- |
| 2. Sep. 2006  | 2    | ITU Triathlon World Championships   | Lausanne       | 01:51:49    | Vizeweltmeister auf der Triathlon-Kurzdistanz       |
| 12. Juni 2005 | 2    | Escape from Alcatraz Triathlon      | San Francisco  | 02:05:05    |                                                     |
| 2005          | 1    | Chicago-Triathlon                   | Chicago        | 01:49:55    | Sieg auf der olympischen Distanz                    |
| 26. Aug. 2004 | 1    | Olympische Sommerspiele 2004        | Athen          | 01:51:07,73 |                                                     |
| 15. Apr. 2003 | 1    | OTU Triathlon Oceania Championships | Queenstown     | 01:51:15    | Sieger bei der Ozeanischen Triathlon-Meisterschaft  |
| 4. Aug. 2002  | 3    | Commonwealth Games 2002             | Manchester     | 01:52:04    |                                                     |
| 2. Sep. 2001  | 2    | Goodwill Games                      | Brisbane       | 01:47:46    | Zweiter hinter dem Australier Chris McCormack       |
| 16. Sep. 2000 | 26   | Olympische Sommerspiele 2000        | Sydney         | 01:50:56    |                                                     |
| 9. Mai 1999   | 2    | OTU Triathlon Oceania Championships | Mooloolaba     | 01:55:10    | Zweiter bei der Ozeanischen Triathlon-Meisterschaft |
| 16. Nov. 1997 | 2    | ITU Triathlon World Championships   | Perth          | 01:48:42    | Vizeweltmeister auf der Triathlon-Kurzdistanz       |
| 22. Aug. 1993 | 3    | ITU Triathlon World Championships   | Manchester     | 01:53:28    |                                                     |

| Datum/Jahr    | Rang | Wettbewerb                           | Austragungsort | Zeit     | Bemerkung                          |
| ------------- | ---- | ------------------------------------ | -------------- | -------- | ---------------------------------- |
| 29. Okt. 2006 | 1    | Xterra Triathlon World Championships | Maui           | 02:42:36 | Xterra-Cross-Triathlon-Weltmeister |
| 1. Apr. 2005  | 1    | Xterra New Zealand Championships     | Rotorua        |          |                                    |

(DNF – Did Not Finish)